# Joshua Rush
 (avril 2019).
Pour les articles homonymes, voir Rush.
Joshua Rush (né le 14 décembre 2001  au Texas) est un acteur américain, qui est connu pour avoir joué le rôle de Cyrus Goodman dans la série américaine Andi depuis 2017.

## Biographie
Joshua Rush a commencé sa carrière après avoir atteint ses dix mois dans une chaîne local de télévision.
Il a joué dans de nombreux films comme Le Choc des générations, Saving Lincoln (en), Les Zévadés de l'espace, M. Peabody et Sherman : Les Voyages dans le temps, Break Point (en), Emelie, Sex, Death and Bowling (en) et le film télévisé La Garde du Roi lion.
L'acteur est apparu dans de nombreuses séries telles que Private Practice, Medium, The Jay Leno Show,Criminal Minds, CSI: NY, Chuck, Childrens Hospital, Dr House, Gravity Falls, 40's and Failing, Bones et Le Show de M. Peabody et Sherman.
Il a également tenu un rôle récurrent dans la série Heroes.
Il a prêté sa voix dans Clarence, Star Butterfly et The Adventures of Puss in Boots.
Depuis 2017, il joue le rôle de Cyrus Goodman dans la série Andi, diffusée sur Disney Channel.

### Vie privée
Joshua Rush est ouvertement bisexuel.

## Filmographie

### Cinéma
- 2012 : Le Choc des générations : Turner Simmons
- 2013 : Saving Lincoln (en) : Tad Lincoln
- 2013 : Les Zévadés de l'espace : Shanker jeune (voix)
- 2014 : M. Peabody et Sherman : Les Voyages dans le temps : Carl (voix)
- 2014 : Break Point (en) : Barry
- 2015 : Emelie : Jacob
- 2015 : Sex, Death and Bowling (en) : Eli McAllister

### Télévision
- 2009 : Private Practice : Will
- 2009–2010 : Heroes : Sylar petit
- 2009 : Medium : Tanner Campbel/Boy in Banana Costume
- 2009 : The Jay Leno Show : Super Duper Nanny Son
- 2009 : Criminal Minds : Ronny Downey
- 2010 : CSI: NY : Luke Garito
- 2010 : Chuck : Chuck jeune
- 2011 : Childrens Hospital : Seth
- 2012 : Dr House : Ryan
- 2012 : Gravity Falls : Soldier Kid
- 2014–2016 : Clarence : Breehn (voix)
- 2015 : 40's and Failing : Max
- 2015–2017 : Star Butterfly : Jeremy Birnbaum (voix)
- 2015 : La Garde du Roi lion : Bunga
- 2015 : Bones : Bradley
- 2015–2018 : Les Aventures du Chat potté : Toby (voix)
- 2016 : Le Show de M. Peabody et Sherman : Wheels
- 2016–present : The Lion Guard : Bunga (voix)
- 2017–2019 : Andi : Cyrus Goodman